# 斯韋特蘭娜·戈姆博耶娃
斯韋特蘭娜·戈姆博耶娃（俄語：Светлана Гомбоева，1998年6月8日—），俄羅斯射箭運動員，她代表俄羅斯奧林匹克委員會隊參加了日本舉行的2020年夏季奧林匹克運動會，並且在女子團體比賽上獲得銀牌。